# Piers Courage
Piers Raymond Courage, conhecido apenas por Piers Courage (Colchester, 27 de maio de 1942 – Zandvoort, 21 de junho de 1970) foi um automobilista britânico nascido na Inglaterra.

## Carreira
Courage estreou na Fórmula 1 em 1966, no GP da Alemanha, pilotando uma Lotus 44 de Fórmula 2. Na temporada seguinte, guiou uma Lotus 25 que possuía, na verdade, chassi da BRM, equipe que ele viria a defender no resto da temporada, e foi utilizado apenas no GP da África do Sul. Os dois carros que Courage pilotou representavam a Owen Racing Organisation, que era uma equipe não-oficial.
Em seu primeiro ano, ele não conseguiu pontuar, e só disputou os GP de Kyalami e de Mônaco - nem conseguiu se classificar para o FP da Inglaterra.

## A primeira temporada como piloto regular
Courage conseguiu permanecer na F-1 para 1968, e continuou pilotando carros da BRM, agora para a equipe de Reg Parnell. Ficou de fora do GP de Kyalami, e sua estreia na temporada foi no GP da Espanha. Seu melhor resultado foi o 4º lugar no GP da Itália. No fim, Courage ficou em 19º lugar, com 4 pontos.

## 1969: a primeira temporada com Frank Williams

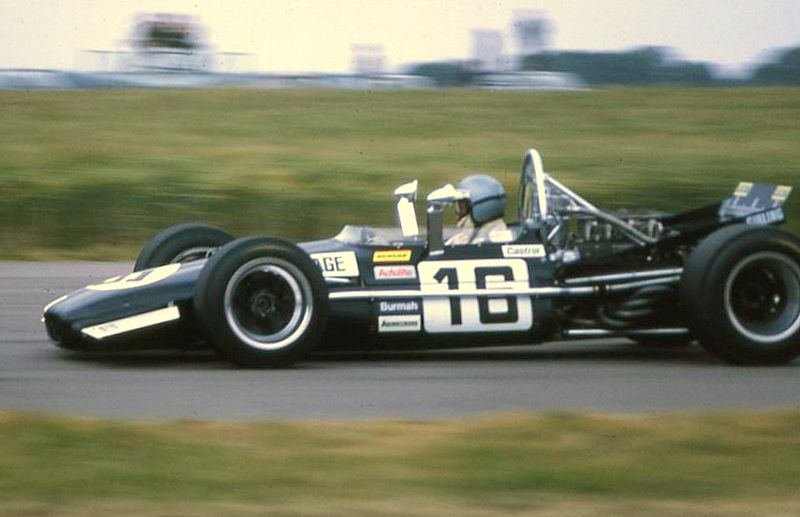
Piers Courage no GP da Grã-Bretanha de 1969.

1969 foi o melhor ano da carreira de Courage na Fórmula 1. Pilotando um Brabham BT26A para a então nascente FWRC, dirigida pelo jovem Frank Williams, que viria a ser seu grande amigo dentro e fora das pistas. Fora novamente do GP da África do Sul, estreou com o novo carro novamente em terras espanholas. Em Mônaco, Courage conquistou seu melhor resultado: um 2º lugar - resultado espetacular para uma equipe iniciante como a FWRC. Repetiu o segundo posto no GP dos EUA. Ao fim da temporada, terminou em oitavo, com 16 pontos.

## 1970: a última temporada
Frank Williams manteve Courage para 1970, com o intuito de fazer uma temporada melhor que a anterior. Entretanto, a temporada começou mal para o inglês, que abandonou o GP da África do Sul, não se classificou para a corrida da Espanha, e também não foi bem sucedido nos GPs de Mônaco - onde ficou marcado por atrapalhar o tricampeão Jack Brabham no final da corrida - e da Bélgica.

## Morte trágica
No dia 27 de junho, a F-1 chega a Zandvoort, circuito localizado na cidade homônima situada na região norte da Holanda. Courage, classificado em 9º lugar, vinha fazendo uma corrida regular até seu carro cair em uma vala, numa curva larga, de cabeça para baixo e pegar fogo. Uma curiosidade: para tornar o De Tomaso mais leve, foi utilizado magnésio no chassi e na carroceria. O fogo causado pelo metal foi tão violento que as árvores próximas ao local também acabaram sendo destruídas.
Apesar do enorme incêndio que consumiu seu carro, Courage não morreu carbonizado. Segundo investigações após o acidente, o piloto provavelmente faleceu antes do início das chamas. Tais investigações revelaram que no capacete fora encontrado um ponto de impacto com um grande pedaço de borracha, que provavelmente soltou-se de um pneu do próprio monoposto do inglês, que morreu aos 28 anos. Frank Williams, ao saber do acidente, ficou profundamente abalado, e até hoje lamenta a morte de seu amigo.
Piers Courage deixou sua esposa, Sarah Curzon, e dois filhos.
Ironicamente, três anos, um mês e oito dias após a tragédia que tirou a vida de Courage, o também inglês Roger Williamson também acabaria morrendo em Zandvoort, e pelo mesmo motivo: o carro acabou virando ao contrário e pegou fogo logo depois.

## Resultados de Piers Courage na Fórmula 1
(Legenda)
| Ano  | Equipe                     | Chassis       | Motor                | 1         | 2         | 3         | 4         | 5         | 6         | 7         | 8       | 9         | 10        | 11        | 12        | 13  | Pontos | Posição |
| ---- | -------------------------- | ------------- | -------------------- | --------- | --------- | --------- | --------- | --------- | --------- | --------- | ------- | --------- | --------- | --------- | --------- | --- | ------ | ------- |
| 1966 | Team Lotus                 | Lotus 44 F2   | Ford Cosworth SCA L4 | MON       | BEL       | FRA       | GBR       | NED       | GER Ret D | ITA       | USA     | MEX       |           |           |           |     | 0      | NC      |
| 1967 | Reg Parnell Racing         | Lotus 25      | BRM P56 V8           | RSA Ret F |           |           |           |           |           |           |         |           |           |           |           |     | 0      | NC      |
| 1967 | Reg Parnell Racing         | BRM P261      | BRM P56 V8           |           | MON Ret F | NED       | BEL       | FRA       | GBR DNS F | GER       | CAN     | ITA       | USA       | MEX       |           |     | 0      | NC      |
| 1968 | Reg Parnell Racing         | BRM P126      | BRM P101 V12         | RSA       | ESP Ret D | MON Ret D | BEL Ret D | NED Ret D | FRA 6 D   | GBR 8 D   | GER 8 D | ITA 4 D   | CAN Ret D | USA Ret D | MEX Ret D |     | 4      | 19º     |
| 1969 | Frank Williams Racing Cars | Brabham BT26A | Ford Cosworth DFV V8 | RSA       | ESP Ret D | MON 2 D   | NED Ret D | FRA Ret D | GBR 5 D   | GER Ret D | ITA 5 D | CAN Ret D | USA 2 D   | MEX 10 D  |           |     | 16     | 8º      |
| 1970 | Frank Williams Racing Cars | De Tomaso 505 | Ford Cosworth DFV V8 | RSA Ret D | ESP DNS D | MON NC D  | BEL Ret D | NED Ret D | FRA       | GBR       | GER     | AUT       | ITA       | CAN       | USA       | MEX | 0      | NC      |

*Morreu no meio da corrida